# Iron Man 3
Iron Man 3 (estilizado en pantalla como Iron Man Three) es una película de superhéroes estadounidense de 2013 basada en el personaje de Marvel Comics Iron Man, producida por Marvel Studios y distribuida por Walt Disney Studios Motion Pictures en colaboración con Paramount Pictures. Es la tercera y última entrega de la Trilogía de Iron Man, y la séptima película en el Universo cinematográfico de Marvel (UCM). La película es dirigida por Shane Black, que escribió el guion con Drew Pearce, y es protagonizada por Robert Downey Jr. como Tony Stark / Iron Man, junto a Gwyneth Paltrow, Don Cheadle, Guy Pearce, Rebecca Hall, Stéphanie Szostak, James Badge Dale, Jon Favreau y Ben Kingsley. En Iron Man 3, Tony Stark lucha con las ramificaciones de los eventos de The Avengers, durante una campaña nacional de terrorismo en los Estados Unidos al mando del misterioso Mandarín.
Luego del estreno de Iron Man 2 en mayo de 2010, Favreau, que la dirigió, decidió no regresar, y en febrero de 2012 Black fue contratado como guionista y director de la película. Black y Pearce optaron por centrar más al guion en el personaje y se enfocaron en los elementos de suspenso, que también usa conceptos del arco argumental "Extremis" de Warren Ellis. A lo largo de abril y mayo de 2012, se completó el reparto secundario, con Kingsley, Pearce y Hall incorporados para interpretar papeles importantes. El rodaje comenzó el 23 de mayo, y duró hasta el 17 de diciembre de 2012, en principal en los EUE/Screen Gems Studios en Wilmington, Carolina del Norte. El rodaje adicional se realizó en varias ubicaciones en Carolina del Norte, así como también Florida, China y Los Ángeles. 17 compañías se encargaron de los efectos visuales, entre ellas Scanline VFX, Digital Domain y Weta Digital. La película fue convertida a 3D en posproducción.
Iron Man 3 tuvo su premier en el Grand Rex en París el 14 de abril de 2013, y se estrenó en los Estados Unidos el 3 de mayo. La película recibió elogios por su actuación, efectos visuales, escenas de acción, humor, historia y la banda sonora de Brian Tyler, mientras que la recepción del giro argumental fue mixta. Fue un éxito de taquilla, con una recaudación de más de $1200 millones mundialmente, convirtiéndose en la segunda película más taquillera de 2013 en general (solo siendo superada por Frozen, de Chris Buck), y la segunda en los Estados Unidos y Canadá ese año. Se convirtió en la decimosexta película en recaudar más de $1000 millones y la quinta más taquillera de la historia, con un fin de semana de estreno que fue el sexto mayor en la historia. La película recibió una nominación al Premio Óscar en la categoría de Mejores efectos visuales, y recibió otra nominación al Premio BAFTA en la misma categoría.

## Argumento
En un flashback del año 1999 y en plena víspera del Año Nuevo 2000 de en Berna, Suiza, Anthony "Tony" Stark realiza una conferencia sobre los circuitos integrados mientras se encontraba en estado de ebriedad. Después de su presentación, es abordado por un científico lisiado llamado Aldrich Killian, quien busca la ayuda de Tony para su proyecto, A.I.M. (Avanzadas Ideas Mecánicas). Tony le dice a Killian que se encontrará con él en la azotea en cinco minutos. Killian, desesperado, espera durante horas, pero el propio Stark no se presenta por lo que al parecer Stark le mintió. Tony y Maya Hansen pasan la noche juntos. Además, ambos tratan de arreglar el error fatal de un virus experimental llamado Extremis desarrollado por Maya. En la actualidad, seis meses después de la batalla de Nueva York, un frecuentado Tony ha construido obsesivamente varios trajes de Iron Man en su mansión, debido al trauma del agujero de gusano, lo que en parte le causa ataques de ansiedad si alguien le recuerda lo que pasó aquel día. Esto causa fricción con su novia, la nueva jefa de Stark Industries, Pepper Potts.
En los Estados Unidos hoy en día, una serie de atentados con bombas realizados por el terrorista conocido como «el Mandarín» ha dejado a las agencias de inteligencia desconcertados por la falta de pruebas forenses. Cuando el jefe de seguridad de Stark Industries, Happy Hogan, queda atrapado en uno de esos ataques, Tony vuelve a la acción y emite una amenaza televisada contra el Mandarín, que responde con la destrucción de su casa con helicópteros armados. Hansen llega a la casa de Tony para advertirle sobre el Mandarín, pero llega demasiado tarde y la mansión de Tony es atacada. Tony envía mentalmente al Mark 42 a Pepper para protegerla. Cuando Pepper y Maya están a salvo, Tony llama la armadura para sí mismo. Aunque el traje no está listo para el combate, Tony consigue acabar con dos helicópteros y escapar. Tony cae inconsciente en pleno vuelo, donde horas más tarde se despierta, ya que J.A.R.V.I.S. le advierte desesperadamente que el traje se está quedando sin energía y se estrella violentamente contra el suelo en Tennessee y no tiene ninguna manera de regresar a California.
Tony arrastra el traje alrededor de la nieve hasta que encuentra e irrumpe en un garaje y trata de reparar su traje. En ese momento Tony es descubierto por Harley Keener, un pequeño pero prodigio niño de 10 años y dueño del garaje que Tony había irrumpido previamente, el cual había ido a investigar el ruido y lo apunta con un lanzapatatas asumiendo que era un ladrón, sin embargo después de mostrarle su armadura y ver que se trataba de Iron Man, este se vuelve su amigo y decide ayudarlo, aunque también le informa a Stark que los medios de comunicación aparentemente lo declararon muerto en el ataque a su mansión en California. Haciendo equipo con el pequeño niño, Tony investiga los restos de una explosión local que tenía las características de un ataque del Mandarín pese a ocurrir años antes a cualquier ataque conocido del terrorista. Tony descubre que las explosiones fueron provocadas por soldados del programa de Extremis, un tratamiento experimental destinado a permitir a sus usuarios a recuperarse de lesiones incapacitantes, desarrollado años atrás por Maya. Sin embargo el procedimiento tiene un terrible y desastroso inconveniente, si el cuerpo de un usuario no puede metabolizar correctamente el Extremis, el usuario se calienta de forma inestable y explota a más de 3000 °C. Después de que los veteranos comenzaran a crecer inestables hasta explotar, sus muertes se camuflaron como ataques terroristas para ocultar los fallos del Extremis. Al encontrar testigos y pruebas de primera mano, el Mandarín envía a Ellen Brandt y a Eric Savin para detenerlos inmediatamente, pero Harley y Tony logran neutralizarlos inmediatamente.
Con la ayuda de Harley, Tony localiza al Mandarín en Miami y se infiltra en la sede con una gran variedad de armas de fabricación casera, donde descubre que el Mandarín es en realidad un actor británico llamado Trevor Slattery, que es ajeno a los hechos ocurridos previamente y le revela que el Mandarín en realidad es una creación de Killian, quien se apropió de la investigación Extremis de Hansen como una cura para su propia discapacidad y amplió el programa para incluir a los veteranos de guerra heridos, tratando vanamente de aunar a Tony y posteriormente a Potts en su proyecto. Killian revela que ha secuestrado a Potts y que le ha suministrado Extremis, con la intención de infundirle habilidades sobrehumanas y de utilizarla en contra de Tony como un trofeo y un instrumento para obtener su ayuda en el arreglo de los fallos de Extremis. Entonces Maya Hansen aparece y le dice a Killian que si no libera a Stark, se suicidaría con una alta dosis de Extremis, debido a que si ella muere, nadie podría controlar el virus Extremis que Killian se había inyectado. Tras escuchar a Maya, Killian opta por tomar una pistola y dispararle a Maya en el pecho, mientras que Tony se queda asombrado por lo que Killian había hecho y se retira del lugar, dejando a Maya morir lentamente.
Killian también había manipulado las agencias de inteligencia estadounidenses sobre la ubicación del Mandarín, para atraer al coronel James Rhodes (Máquina de Guerra), ahora rebautizado como Iron Patriot, a una trampa para robar su armadura. Tony escapa de su cautiverio, llamando a su armadura y se reúne con Rhodes, descubriendo que Killian tiene la intención de atacar al presidente Ellis a bordo del avión presidencial. Manejando por control remoto la armadura de Iron Man, Tony salva a los pasajeros y la tripulación de la detonación de una bomba, matando en el proceso a Eric Savin con su rayo repulsor; sin embargo, y a pesar de sus esfuerzos no pudo impedir qie Killian secuestrara al presidente Ellis. Tony y Rhodes rastrean a Killian hasta un barco petrolero confiscado donde Killian tiene la intención de matar a Ellis (vestido con la armadura de Iron Patriot) en vivo por televisión. Mientras que el vicepresidente se convertirá en un títere político, siguiendo las órdenes de Killian a cambio de que Extremis cure la discapacidad de su hija.
En la plataforma del puerto, Tony trata de a salvar a Pepper, mientras que Rhodes se ocupa del presidente. Viéndose superados en número, Tony convoca a cada uno de sus trajes Iron Man (con el llamado Protocolo Fiesta Salvaje), controlados remotamente por J.A.R.V.I.S., para proporcionar apoyo aéreo y repeler a los subordinados de Killian. Rhodes consigue rescatar al presidente y lo lleva a un lugar seguro, mientras que Tony trata de salvar a Pepper. Sin embargo, antes de que pueda salvarla, la grúa del puerto se derrumba a su alrededor y ella se cae de 60 metros a su aparente muerte. Enfurecido por lo ocurrido, Stark se ve obligado a enfrentarse a Killian, en donde este utilizando diferentes armaduras trata pelear contra él, pero cada una acaba siendo destruida por Killian a causa de sus habilidades con el virus Extremis, hasta que Tony consigue atrapar en el Mark 42 a Killian y le pide a J.A.R.V.I.S. que lo autodestruya. Sin embargo, cuando Tony cree haber conseguido vencer a Killian, este increíblemente sobrevive y trata de acabar con Tony, pero sorpresivamente Pepper, cuyas habilidades de Extremis le permitió sobrevivir a la caída, lo golpea con tubo de metal y posteriormente usa el rayo repulsor de una de las armaduras de Stark cuando esta intentaba atacarla accidentalmente y finalmente mata a Killian.
Después de la batalla, Tony ordena a J.A.R.V.I.S. que destruya todas sus armaduras en forma de fuegos artificiales (con el llamado Protocolo Cleanslade, o en español, Limpieza), como señal de su intención de dedicar más tiempo a Pepper, quien poco antes comprendió el por qué Tony fabricaba compulsivamente sus armaduras. Más tarde, tanto el vicepresidente como Trevor son arrestados, mientras que por otro lado, Harley regresa a su casa de la escuela y encuentra su garaje lleno de aparatos electrónicos de última generación, un auto nuevo y un prototipo de lanzapatatas Mark 2, siendo todo un regalo de parte de Tony en agradecimiento por su ayuda. Además de ello, Pepper se somete a una cirugía con las últimas anotaciones de Tony para poder anular y estabilizar sin peligro alguno el Extremis de su cuerpo y posteriormente Tony se somete a una cirugía para sacar el resto de la metralla que se encontraba incrustada cerca de su corazón y con estas crea un collar especial para Pepper, por otro lado, Happy se recupera en el hospital mientras observa en la televisión su programa favorito acompañado de una enfermera. Finalmente, Tony regresa a las ruinas de su casa de Malibú y lanza su Reactor Arc al océano, meditando sobre que siempre será Iron Man, incluso sin su armadura.
En una escena poscréditos, se revela que Stark ha estado contando sus experiencias al Dr. Bruce Banner, quien se había quedado dormido desde el comienzo de la historia de Tony y le dice que él no es esa clase de doctor.

## Reparto
- Robert Downey Jr. como Tony Stark / Iron Man:

Se describe como un genio, multimillonario, playboy y filántropo con armaduras electromecánicas de su propia invención. Stark ahora se esfuerza por aceptar su experiencia cercana a la muerte en The Avengers, y sufre ataques de ansiedad. Sobre hacer una tercera película de Iron Man, Downey dijo, "Mi opinión es que tenemos que dejarlo todo en la cancha, lo que sea que signifique al final. Puedes elegir varios puntos de partida distintos para ello." Sobre seguir a The Avengers, Downey dijo, "tratamos de ser prácticos, en un mundo posterior a Avengers. ¿Cuáles son sus desafíos ahora? ¿Cuáles son las limitaciones que podría tener? ¿Y qué tipo de amenaza haría que, como es usual, ignore esas limitaciones?" El guionista Drew Pearce comparó a Tony con el James Bond estadounidense, por ambos ser "héroes con un sentido de peligro e imprevisibilidad" incluso aunque Stark sea un "agente libre" en vez de una figura de autoridad como Bond. También relacionó a Tony con los protagonistas de películas de los años 70 como The French Connection, donde "las idiosincrasias de los héroes eran lo que las volvía interesantes."
- Gwyneth Paltrow como Virginia "Pepper" Potts:

La novia y asociada de Stark, y la actual directora ejecutiva de Stark Industries. Paltrow dijo de la relación de su personaje con Tony, "[Ella aún] adora a Tony, pero está absolutamente cansada de él. Él queda atrapado en un círculo vicioso." Sobre el papel de Pepper en la película, Kevin Feige comentó, "El triángulo amoroso en esta película de hecho es entre Tony, Pepper y los trajes. Tony, Pepper y su obsesión con esos trajes, y su obsesión con la tecnología." Feige también afirmó que la película usa el personaje para jugar con las convención de la damisela en apuros, y plantea la pregunta, "¿Está Pepper en peligro es Pepper la salvadora?"
- Don Cheadle como James "Rhodey" Rhodes / Iron Patriot:

El mejor amigo de Stark, el vínculo entre Stark Industries y la Fuerza Aérea de EE. UU. en el departamento de adquisiciones. Rhodes opera la armadura rediseñada y actualizada de Máquina de Guerra, con un esquema de colores inspirado en la bandera estadounidense similar a la armadura Iron Patriot de los cómics. Feige dijo de Rhodes y la armadura, "La noción en la película es que un traje rojo, blanco y azul es una audaz declaración, y tiene esa intención. Con Rhodey, es básicamente el soporte de las excentricidades de Tony, y esta vez esto puede verse y recuerda la confianza y amistad entre ellos en ese gran estilo buddy cop de Shane Black." En la película, el presidente le pide a Rhodey que tome el apodo "Iron Patriot", y use el traje rojo, blanco y azul, para ser el "héroe americano" del gobierno en respuesta a los eventos en The Avengers.
- Guy Pearce como el Aldrich Killian:

El creador del virus Extremis y el fundador y dueño de la organización de ciencia y desarrollo Advanced Idea Mechanics, que adopta el manto del Mandarín como propio. Killian desarrolla Extremis para curar su propia discapacidad debilitante; además de sus cualidades curativas regeneradoras, tiene fuerza sobrehumana y la habilidad de generar calor extremo. La exposición prolongada a Extremis también de da la habilidad de escupir fuego. Sobre aceptar el papel, Pearce dijo, "Me siento más experimental en lo que aceptaré estos días, pero aún no see si quisiera interpretar al superhéroe mismo, ya que estoy siendo un personaje diferente en esta película [...] La principal diferencia era que, cuando hice La máquina del tiempo, estaba básicamente en su totalidad, así que fue una experiencia agotadora. Prometheus y Iron Man de hecho son como cameos, así que la experiencia de filmarlas [...] Quiero decir, en cierto nivel, es engañoso porque uno se siente un poco como un extraño. Uno no vive realmente la experiencia al igual que estar ahí todo el día todos los días con todos. Pero al mismo tiempo, puede ser más divertido a veces porque solo trabajo en chorros concentrados." Pearce describió a su personaje como un hombre "que llegó a este mundo con un número de discapacidades físicas. Sin embargo, nunca ha podido aceptar esas limitaciones y ha pasado la mayor parte de su vida tratando de superarlas de cualquier modo que pueda. Su tenacidad y determinación ciega en su lucha por una vida mejor son vistas como irritantes, y suele percibirse como desagradable. Simplemente no aceptará las cartas que recibió, y al ser tan inteligente como es, tiene un verdadero impulso para cambiar y convertirse en alguien diferente." Shane Black especificó, "Finalmente les damos al Mandarín, el verdadero, pero es Guy Pearce al final con el gran dragón tatuado en su pecho." Explicó, "¿Me dan un cheque en blanco y dicen, '¡Ve a romper algo!' O, 'Ve a violar algún antiguo tratado de cómics que los fans han apoyado por años'? No, pero me dirán: 'Rompamos algo juntos.' Así que está bien idear estas locuras, estas ideas alocadas [...] y levantarán vuelo. Es solo que la gente de Marvel tiene que estar en la habitación."
- Rebecca Hall como Maya Hansen:

Una genetista cuyo trabajo ayudó a Killian a crear Extremis. Hall dijo que Hansen sería un "fuerte personaje femenino," y describió su decisión de aceptar el papel, diciendo, "Decidí hacer Iron Man 3 porque nunca hice una película 'apurarse y esperar' antes. Incluso las películas de estudios que he hecho han sido pequeñas, o películas independientes que hicimos en la cuerda floja. Amo esas, pero Iron Man es refrescante en un sentido, porque es algo fuera de mi área de especialidad." Hall confirmó que el papel de su personaje sufrió una reducción considerable en la película final, y dijo, "Firmé para tener un papel sustancial. Ella no era totalmente la villana —ha habido varias fases de esto— pero yo firmé para hacer algo muy diferente de lo que terminé haciendo."
- Stéphanie Szostak como Brandt:

Una veterana de guerra que se convierte en asesina luego de su exposición a Extremis. Al describir a Brandt, Szostak dijo, "[Extremis] fue una segunda chance en la vida. Hablamos sobre cómo se siente y creo que casi te vuelve una versión más completa de ti mismo, todas tus debilidades y cualidades, todo se incrementa. Lo vi muy liberador, casi como convertirse en tu verdadero yo y tu yo de fantasía a la vez." Los guionistas originalmente imaginaron a Brandt como la secuaz principal de Killian, que regresaría a lo largo de la película para enfrentar a Tony, pero finalmente se le reasignó ese papel a Eric Savin.
- James Badge Dale como Savin:

Un secuaz con el poder de Extremis. Dale declaró que su personaje en la película estaba "levemente basado en" la versión de cómic del personaje. Según Dale, "Ben Kingsley es el portavoz, Guy Pearce es el cerebro. Yo soy el músculo."
- Jon Favreau como Happy Hogan:

El ex guardaespaldas y chofer de Tony Stark, que ahora sirve como el jefe del departamento de seguridad de Stark Industries. Favreau, que fue tanto actor como director en las dos películas de Iron Man anteriores, dijo que participar en la nueva película era "como [ser] un abuelo orgulloso que no tiene que cambiar los pañales pero puede jugar con el bebé."
- Ben Kingsley como Trevor Slattery:

Un actor británico con problemas de abuso de sustancias a quien Killian contrató para que interprete al Mandarín, un personaje terrorista en emisiones de televisión atascados, en los cuales aparece como el líder de la organización terrorista internacional los Diez Anillos. Kingsley estaba rodando El juego de Ender cuando fue elegido, y dijo, "Muy pronto estaré con todos y discutiremos el aspecto, la sensación y la dirección del personaje. Es muy temprano todavía, pero me emociona mucho participar." Sobre su actuación, Kingsley declaró, "Quería una voz que desconcertase a una audiencia occidental. Quería una voz que sonase mucho más doméstica y familiar, una familiaridad como la voz de un maestro o un pastor. Los ritmos y tonos de un maestro honesto, casi benigno, que intenta educar a la gente por su propio bien." El Mandarín originalmente iba a aparecer en la primera película de Iron Man, pero fue pospuesto para una secuela, ya que los cineastas sintieron que era "demasiado ambicioso para una primera [película]." Sobre el personaje, Feige declaró, "El Mandarín es el enemigo más famoso [de Iron Man] en los cómics principalmente porque ha estado más tiempo. Al observar, no hay necesariamente una historia definitiva del Mandarín en los cómics. Así que de hecho se trataba de tener una idea." Shane Black explicó que el Mandarín de Ben Kingsley no es chino en la película como lo es en los cómics, para evitar el estereotipo Fu Manchú: "No decimos que es chino, decimos que, de hecho, se rodea con una capa de símbolos y dragones chinos porque representa sus obsesiones con Sun Tzu en varios artes bélicos ancestrales que estudió." Los cineastas también nombraron al coronel Kurtz de Apocalypse Now como una influencia para el personaje. Los videos donde el Mandarín de antecedentes históricos a los ataques expresaban cómo emergió como el producto de un "grupo de expertos intentando crear a un terrorista moderno." Así, el Mandarín "representa a todos los terroristas en un sentido," desde las tácticas de insurgencia sudamericanas hasta los videos de Osama bin Laden.
Paul Bettany repite su papel de películas anteriores como J.A.R.V.I.S., el sistema de inteligencia artificial de Stark. Ty Simpkins interpreta a Harley Keener, un niño que se convierte en compañero de Stark, como parte de un contrato de tres películas con Marvel Studios. Ashley Hamilton interpreta a Taggart, una de los soldados Extremis. William Sadler interpreta al presidente Ellis, nombrado en honor a Warren Ellis, escritor del arco de cómics "Extremis" que influyó a la historia de la película, y Miguel Ferrer interpreta al vicepresidente Rodríguez. Adam Pally interpreta a Gary, un camarógrafo que ayuda a Stark. Shaun Toub repite su papel como Ho Yinsen de la primera película de Iron Man en un breve cameo, y Stan Lee tiene un cameo como el juez de un concurso de belleza. Dale Dickey interpreta a la señora Davis, madre de un sujeto a Extremis que es inculpado como terrorista. Wang Xueqi aparece como el Dr. Wu en la versión general de la película. Una versión de la película producida para su estreno exclusivo en China incluye escenas adicionales con Wang y una aparición de Fan Bingbing como una de sus asistentes. Mark Ruffalo tiene un cameo no acreditado, repitiendo su papel como Bruce Banner de The Avengers, en una escena poscréditos. Los comediantes Bill Maher y Joan Rivers, y George Kotsiopoulos, coanfitrión de Fashion Police tienen cameos como sí mismos en su respectivos programas televisivos del mundo real, así como también los presentadores de noticias Josh Elliott Megan Henderson, Pat Kiernan, y Thomas Roberts.

### Doblaje
| Intérpretes       | Personaje                                             | Doblaje español     |
| ----------------- | ----------------------------------------------------- | ------------------- |
| Robert Downey Jr. | Tony Stark / Iron Man                                 | Juan Antonio Bernal |
| Don Cheadle       | Teniente coronel James «Rhodey» Rhodes / Iron Patriot | Rafael Calvo        |
| Gwyneth Paltrow   | Virginia «Pepper» Potts                               | Alicia Laorden      |
| Ben Kingsley      | Trevor Slattery / El Mandarín (señuelo)               | Mario Gas           |
| Guy Pearce        | Dr. Aldrich Killian / El Mandarín                     | Luis Posada         |
| Rebecca Hall      | Dra. Maya Hansen                                      | Esther Solans       |
| James Badge Dale  | Eric Savin                                            | Toni Mora           |
| Stephanie Szostak | Ellen Brandt                                          | Mar Nicolás         |
| Ty Simpkins       | Harley Keener                                         | Gabriel Ríos        |
| Jon Favreau       | Happy Hogan                                           | Miguel Marquillas   |
| William Sadler    | Presidente Matthew Ellis                              | Jaume Comas         |
| Miguel Ferrer     | Vicepresidente Rodríguez                              | Ricky Coello        |
| Shaun Toub        | Ho Yinsen                                             | Yuri Mykhaylychenko |
| Paul Bettany      | J.A.R.V.I.S.                                          | Víctor Iturrioz     |

## Producción

### Desarrollo
Luego del estreno de Iron Man 2, un conflicto entre Paramount Pictures, que tenía derechos de distribución de ciertas propiedades de Marvel, y The Walt Disney Company, la entonces nueva subsidiaria de Marvel Entertainment, nubló el tiempo y el arreglo de distribución de una posible tercera película. El 18 de octubre de 2010, Walt Disney Studios acordó pagarle a Paramount al menos $115 millones por los derechos de distribución global de Iron Man 3, y Disney, Marvel y Paramount anunciaron una fecha de estreno el 3 de mayo de 2013.
Jon Favreau, director de Iron Man y Iron Man 2, dijo en diciembre de 2010 que no dirigiría la tercera parte, sino que optaría por dirigir Magic Kingdom. Permaneció como productor ejecutivo de la película crossover de Joss Whedon The Avengers y ocupó la misma posición en Iron Man 3. También en 2010, Downey contactó a Shane Black, que lo dirigió en Kiss Kiss Bang Bang (2005), para que escribiera y dirigiera la película. En febrero de 2011, Black entró en negociaciones finales para unirse al proyecto, y en marzo se anunció que Drew Pearce, a quien Disney originalmente había contratado para un guion de Runaways, trabajaría con Black en el guion. Downey dijo, "Incorporar a Shane Black a escribir y dirigir Iron Man 3 para mí es básicamente la única transición de Favreau a 'lo nuevo' que Fauvreau, la audiencia, Marvel y yo podríamos aceptar."

#### Guion
Shane Black describió su visión de la película no como "dos hombres en trajes de hierro luchando entre ellos", sino más como un "thriller de Tom Clancy", con Iron Man luchando con villanos realistas. Drew Pearce añadió que evitarían la magia y el espacio, ya que Iron Man 3 sería "un tecno-thriller situado en un mundo más real incluso que The Avengers." Ambos pasaron tiempo discutiendo temas, imágenes e ideas antes de comenzar el guion. Durante la escritura, el enfoque estaba en evitar escenas de pura exposición, haciendo que cada momento impulse el avance de otros puntos narrativos. Ciertos elementos de los cómics se usaron con connotaciones diferentes, como que Rhodes use la armadura Iron Patriot de Norman Osborn, y nombrar a personajes con nombres de gente no relacionada en el universo Marvel, como Eric Savin y Jack Taggart.
La trama de la película recibió la principal influencia de "Extremis", la historia de cómics de Iron Man de 2005–2006 escrita por Warren Ellis. Los primeros dos actos permanecerían centrados en el personaje, aunque según Shane Black serían "más centrados, frenéticos y de gran escala" para cumplir con las obligaciones de una secuela, y el tercer acto contendría más acción exagerada para lo que Drew Pearce describió como "darle un sentido de ópera." El segundo acto fue comparado a Los viajes de Sullivan por la cantidad de personas que Tony conoce en su camino, y los guionistas se aseguraron de no hacer personajes muy similares. El primer borrador tenía a Maya Hansen misma como la líder de la operación malvada, con el Mandarín y Killian emergentes como antagonistas en versiones posteriores del guion. Durante una de las sesiones de escritura, Pearce sugirió que el Mandarín fuera un fraude, y Black coincidió con convertirlo en un actor, a quien describió como un actor teatral británico que sobreactua. Black explicó, "¿Quién sería tan tonto como para declarar que es un terrorista internacional? Si eres listo, sea cualquiera el régimen del que formes parte, pondrías un comité títere y quedarte en tu casa." A la vez, Killian escondería a Slattery en "su propia residencia, en una especie de arresto domiciliario relacionado con las drogas" para mantener vivo el secreto.
Según Black, la revelación de que el verdadero villano era Hansen era "como Remington Steele, crees que es el hombre pero al final, la mujer ha estado conduciendo todo." El papel en algún momento se trasladó a Killian por objeciones de los ejecutivos de Marvel Entertainment, que estaban preocupados con aparentes pérdidas de mercadería que podrían ocurrir por tener una villana mujer. Los papeles de otros personajes femeninos principales también fueron reducidos en la película final en comparación a borradores previos.
Tanto el inicio como el final de la película sufrieron varias modificaciones. Primero tendría una escena retrospectiva a la infancia de Tony. Luego, al igual que Iron Man, comenzaría in medias res, con Tony estrellando en Tennessee antes de una narración que conduciría a cómo llegó allí, hasta que cambió a la versión final. Para la batalla culminante en el petrolero, originalmente fue consideró que Brandt apareciera en la tradición de James Bond de los secuaces regresando por los héroes. En su lugar optaron por usar a Killian mismo, y que Pepper, a la que maltrató antes, sea su ruina como una especie de justicia poética. El último diálogo fue originalmente escrito como "Yo soy Tony Stark" para responder al final de la primera película, pero finalmente cambió a "Yo soy Iron Man" para aumentar las cualidades míticas. Sobre situar a la película cerca de Navidad, Black dijo, "Creo que es un sentido de, si voy a hacer algo en una escala interesante que involucra a un universo entero de personaje, una forma de unirlos es que todos se sometan a una experiencia común. Hay algo de la Navidad que une a todos y ya establece un escenario dentro de otro, que donde sea que estén, están experimentando este mundo juntos. Creo que también tiene algo simplemente placentero para mí." Pearce añadió que había querido una tercera película de Iron Man situada en Navidad, ya que "al contar una historia sobre descomponer personajes, casi que tiene más resonancia al ponerlo en Navidad, también al contar una historia sobre personajes más solitarios. Esa soledad se ve resaltada en Navidad." Black también sintió que el personaje de Harley Keener encarnaba al Fantasma de las Navidades Pasadas para Stark.

### Preproducción
En septiembre de 2011, Marvel Studios llegó a un acuerdo de rodar la película principalmente en los EUE/Screen Gems Studios en Wilmington, Carolina del Norte. Míchigan también estuvo en disputa para albergar la producción, pero la Oficina de Cine de Míchigan no pudo igualar los incentivos fiscales de Carolina del Norte. En abril de 2012, Ben Kingsley entró en negociaciones para interpretar un villano en Iron Man 3. La semana siguiente, el productor Kevin Feige reveló que la película comenzaría a rodarse en Carolina del Norte "dentro de cinco semanas," y dijo que "es una película totalmente centrada en Tony Stark [...] bastante inspirada por la primera mitad de Iron Man [...] Está despojado de todo, acorralado contra la pared, y tiene que usar su inteligencia para salir de allí. No puede llamar a Thor, no puede llamar a Cap, no puede llamar a Nick Fury, y no puede buscar al Helitransporte en el cielo." Unos días después, The Walt Disney Company China, Marvel Studios y DMG Entertainment anunciaron un acuerdo para coproducir Iron Man 3 en China. DMG en parte financió, produjo en China con Marvel, y se encargó de asuntos de coproducción. DMG también distribuyó la película en China en conjunto con Disney.
La semana siguiente, Guy Pearce entró en conversaciones para interpretar a Aldrich Killian, un personaje que aparece en el arco argumental de cómics "Extremis". La estrella china Andy Lau se involucró en negociaciones para unirse a la película, como un científico chino y viejo amigo de Stark que llega a ayudarlo. Lau más adelante rechazó el papel, y Wang Xueqi fue elegido en su lugar. Jessica Chastain entró en negociaciones para una papel en la película, pero se retiró debido a problemas de agenda. En mayo, Rebecca Hall fue elegida en su lugar, y su papel fue descrito como "una científica que tiene un rol fundamental en la creación de una nanotecnología conocida como Extremis." En las siguientes semanas, James Badge Dale fue elegido como Eric Savin, Ashley Hamilton como Potencia de Fuego, y Favreau regresó a repetir su papel como Happy Hogan de las dos primeras películas. Stéphanie Szostak y William Sadler también se incorporaron al elenco, este último como el presidente de los Estados Unidos. A pesar de primeros informes erróneos de que Cobie Smulders repetiría su papel como Maria Hill de The Avengers en la película, Smulders escribió en su página de Twitter verificada que no era el caso.

### Rodaje

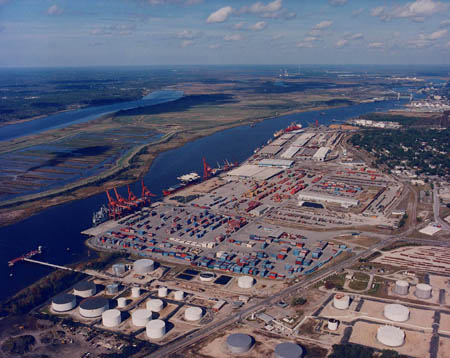
El puerto de Wilmington sirvió como la ubicación de la batalla culminante en el petrolero.

El rodaje comenzó en Wilmington, Carolina del Norte el 23 de mayo de 2012 en los EUE/Screen Gems Studios, con el título de producción Caged Heat. El director de fotografía John Toll optó por primera vez en su carrera por trabajar con cámaras digitales, ya que las encontró más convenientes para una producción con muchos efectos visuales. Toll rodó la mayor parte de la película con la cámara Arri Alexa. Desde el 4 al 6 de junio de 2012, el rodaje se llevó a cabo en Cary, Carolina del Norte en la sede de Epic Games y SAS Institute, con un gran árbol de Navidad montado en el jardín delantero. También se rodó una escena en el Aeropuerto Internacional de Wilmington. El puerto de Wilmington sirvió como la ubicación del petrolero en la batalla final, junto con una recreación del muelle en un estudio de sonido. La casa derrumbada en sí fue filmada en una plataforma de flector de propulsión hidráulica que podía doblarse y separarse en dos. Todas las escenas interiores tenían efectos prácticos, incluidos escombros y explosiones, con gráficos por computadora solo usados para añadir exteriores y la armadura de Iron Man.
Desde el 19 de julio al 1 de agosto de 2012, el rodaje se llevó a cabo en Oak Island, Carolina del Norte, para "filmar caídas aéreas sobre el Océano Atlántico." Se realizaron para la escena en la que Iron Man rescata a la gente cayendo del Air Force One sobre Miami, que originalmente fueron concebidas para hacerse con efectos de pantalla verde, pero se cambió a usar paracaidistas reales cuando Brian Smrz, director de segunda unidad, conoció al equipo de paracaidismo de Red Bull. Solo se usaron gráficos por computadora para añadir nubes, el avión destruido y pinturas mate de la costa de Florida en el fondo, reemplazar un doble con la armadura de Iron Man, y cierta composición digital para combinar distintas tomas de los paracaidistas juntos. El rodaje se realizó en Rose Hill, Carolina del Norte a principios de agosto de 2012, y el nombre del pueblo se incorporó al guion como la ciudad de Tennessee que Stark visita. El 14 de agosto, la actriz Dale Dickey dijo que se había unido al elenco, y estaba rodando sus escenas. El día siguiente, la producción se detuvo cuando Downey sufrió una lesión de tobillo. Durante el receso, Black y Pearce hicieron más revisiones al guion antes de la reanudación del rodaje el 24 de agosto.
El reparto y equipo comenzó a llegar a Florida el 1 de octubre, para rodar escenas en Dania Beach y alrededor de Florida del Sur. Ese mismo día, Downey regresó al set luego de su lesión de tobillo. A principios de octubre, se rodaron escenas en una réplica del restaurante Neptune's Net de Malibú, y la filmación se realizó en el museo y jardines de Vizcaya. Se rodaron escenas durante el día dentro del Miami Beach Resort en Miami Beach el 10 y 11 de octubre. La producción regresó a Wilmington a mediados de octubre para rodaje adicional. El 1 de noviembre, se rodaron escenas en el museo y jardines de Vizcaya. El rodaje en los Estados Unidos concluyó el 7 de noviembre en Wilmington.
El rodaje comenzó en Pekín, China el 10 de diciembre. Su fin estaba previsto para la semana siguiente el 17 de diciembre de 2012. La filmación en China no contó con el reparto y equipo principal. En enero de 2013, se informó que el personal de la película liderado por Shane Black comenzaría a buscar locaciones en Hyderabad y Bangalore, India entre el 20 y 24 de enero. También en enero, Cheadle confirmó que las nuevas tomas se estaban realizando en Manhattan Beach. También se rodó en la semana del 23 de enero de 2013 en el TLC Chinese Theatre en Hollywood. La mayor parto del contenido filmado en las nuevas tomas fue sobre el Mandarín, y Drew Pearce dijo que en las primeras versiones, el personaje "no se sentía lo suficientemente real; no había un sentido de que fuera [parte] del mundo real, mayormente porque solo miraba a un lente y amenazaba al mundo." Un informe de los costos reales de producción de películas de FilmL.A. Inc. indicó un presupuesto bruto de $200 millones, con un neto de $178,4 millones de Iron Man 3 después de incentivos fiscales de Carolina del Norte y Florida.

### Posproducción
Chris Townsend fue el supervisor de efectos visuales de la película, que contó con más de 2000 tomas de efectos visuales y con la participación de 17 estudios, incluidos Weta Digital, Digital Domain, Scanline VFX, Trixter, Framestore, Luma Pictures, Fuel VFX, Cantina Creative, Cinesite, The Embassy Visual Effects, Lola, Capital T, Prologue y Rise FX. Townsend dijo que desde enero de 2013 hasta el fin del rodaje en abril, el equipo colectivo tuvo un día de inactividad, por lo demás trabajó siete días a la semana y de 14 a 18 horas al día.
Digital Domain, Scanline VFX y Trixter trabajaron en tomas separadas de la armadura Mark 42, con diferentes modelos digitales. Los estudios compartieron ciertos archivos para asegurar la consistencia entre las tomas. Para las armaduras Mark 42 y Iron Patriot, Legacy Effects construyó trajes parciales que se usaban en el set. Townsend explicó que "Invariablemente filmábamos con medio traje con Robert, luego también poníamos puntos de seguimiento en sus pantalones. También usaba plataformas en sus zapatos o se subía en una caja para tener la altura correcta; Iron Man mide 6' 5" (1,96 m). Durante el rodaje usamos múltiples cámaras testigo, Canon EOS C300, y teníamos dos o tres andando siempre que hubiera un personaje Extremis o Iron Man." Los artistas estudiaron fotografía con exposición temporizada de frutas y vegetales pudriéndose y fenómenos reales como la aurora boreal como referencia para el efecto de los personajes Extremis brillantes. Las alertas en el interior del casco estuvieron inspiradas por técnicas de visualización a partir de reconocimiento de patrones de diagnóstico de resonancias magnéticas y teoría de grafos, en particular por el conectograma, un gráfico circular que mapea todas las conexiones de materia blanca del cerebro humano.
La producción de la película se retrasó luego de la lesión de Downey, y para ciertas tomas se vieron obligados a crear un doble de Downey. Townsend explicó que "El colectivo de [supervisores de] efectos visuales y los líderes de unidad corrieron a una habitación apenas ocurrió el incidente para intentar cerciorarse de qué secuencias podían rodar." Ciertas tomas se filmaron con un doble en el set, y Weta Digital creó un doble digital para otras.
Un total de tres horas y 15 minutos de metraje se rodaron antes del montaje, donde se redujo a 130 minutos (119 sin los créditos), siendo la más larga película individual de Iron Man. La posproducción también tuvo una conversión a 3D y una remasterización digital para el estreno en IMAX. Todd-AO mezcló el sonido en Dolby Atmos para aumentar la experiencia inmersiva.

## Música
La banda sonora de la película fue compuesta por Brian Tyler, que fue contratado en octubre de 2012. Según Tyler, lo llamaron más por sus bandas sonoras "temáticas" como The Greatest Game Ever Played, Annapolis y Partition que por su música de acción "moderna" como las películas de The Fast and the Furious, y Kevin Feige pidió un tema que fuera reconocible y tuviera esos tonos dramáticos. Para emplear el "componente profundamente temático con una sólida melodía," la música usa mayormente sonidos orquestales. El tema principal de Iron Man se centra en cuernos y trompetas, para ser "tanto una marcha como un himno." Tyler mencionó que la obra de John Williams en Raiders of the Lost Ark fue en lo primero que pensó como influencia, y la pista del pozo de las almas en Raiders influenció al motivo de Extremis, ya que Tyle sintió que realzaría el lado espiritual de tener una "tecnología tan avanzada que se aproxima a la magia." Para hacer eco de la personalidad amalgamada del Mandarín, su tema era música religiosa "que toma prestado de varias culturas," desde "cantos monásticos, góticos y cristianos a música del Medio Oriente." La Orquesta Filarmónica de Londres grabó la música en Abbey Road Studios. Tyler es el tercer compositor principal en hacer la banda sonora de una película de Iron Man, luego de Ramin Djawadi para Iron Man y John Debney para Iron Man 2.
Junto con el álbum de banda sonora de Tyler, Hollywood Records lanzó un álbum conceptual inspirado en la película, Heroes Fall. Cuenta con doce canciones originales de rock alternativo e indie rock, de las cuales solo una, «Some Kind of Joke» de AWOLNATION, aparece en la película en sí.

## Marketing
En julio de 2012, en la Convención Internacional de Cómics de San Diego, una nueva armadura de Iron Man de la película, el Mark XLII, estuvo en exhibición en el piso de la convención, junto con los Mark I-VII de las primeras dos películas de Iron Man y The Avengers. Se llevó a cabo un panel, durante el que Shane Black, Robert Downey Jr., Don Cheadle, Jon Favreau y Kevin Feige discutieron la realización de la película, y se mostraron varios minutos de metraje de la misma. La primera publicidad televisiva se emitió durante el Super Bowl XLVII en la cadena CBS en los Estados Unidos. El 25 de marzo de 2013, Marvel y Disney revelaron en la página oficial de Facebook de Iron Man, "Iron Man 3: Armor Unlock", para revelar los trajes que Stark había hecho antes de los eventos de la película. En enero de 2013, Marvel Comics publicó un cómic preludio de dos volúmenes escrito por Christos Gage y Will Corona Pilgrim, con arte de Steve Kurth y Drew Geraci. La historia transcurre entre la segunda y tercera película de Iron Man centrada en Máquina de Guerra, y revela la causa de su ausencia durante la batalla de Nueva york en The Avengers.
Como con las primeras dos películas, Audi nuevamente proporcionó emplazamiento publicitario con varios vehículos. Oracle también regresó de Iron Man 2, y exhibió tanto el Oracle Cloud como el servidor de Oracle Exadata. Televisores de pantalla plana de Verizon FiOS y TCL, y teléfonos inteligentes de Alcatel One Touch también aparecen en la película, y la versión china también muestra una grúa Zoomlion y leche Yili. Hubo acuerdos promocionales con Subway y la Schwan Food Company, y productos licenciados como sets de Lego, figuras de acción de Hasbro, y un juego móvil de Gameloft.
Disney también promocionó la película en sus parques temáticos locales. La atracción Innoventions de Disneyland recibió una exhibición de Industrias Stark que comenzó el 13 de abril, y el monorriel Black del Walt Disney World Monorail System recibió un esquema exterior de Iron Man. La exhibición, titulada Iron Man Tech Presented by Stark Industries, cuenta con la misma armadura que se mostró en la Comic-Con de San Diego de 2012, con los Mark I-VII y el nuevo Mark XLII. Además, hay un juego simulador, titulado "Become Iron Man", que usa tecnología similar a la Kinect para que el espectador pueda revestirse en una armadura Mark XLII animada y participar de una serie de "pruebas", en las que puede disparar rayos y volar por el taller de Tony Stark. El juego es guiado por J.A.R.V.I.S., a quien nuevamente Paul Bettany le pone voz. La exhibición también tiene exhibiciones más pequeñas que incluyen cascos y piezas de pecho de las películas anteriores, y un guante y una bota de una escena de acción de Iron Man 3.

## Estreno
Iron Man 3 fue distribuida mundialmente por Walt Disney Studios Motion Pictures con excepción de China, donde fue estrenada por DMG Entertainment, y Alemania y Austria, donde fue estrenada por Tele München Group. La versión china de la película ofrece escenas adicionales especialmente preparadas y hechas exclusivamente para la audiencia china. Esta versión es cuatro minutos más larga, con una escena más extensa de Tony conociendo al Dr. Wu, una escena con el Dr. Wu en el teléfono con Jarvis mientras se ve a Iron Man en una pantalla frente a él, así como también una escena del Dr. Wu preparándose para operar a Stark con Fan Bingbing. El material adicional también tiene emplazamiento publicitario de varios productos chinos.
La premier de la película se llevó a cabo en el Grand Rex en París, el 14 de abril de 2013, a la que Robert Downey Jr. y Gwyneth Paltrow asistieron. Mientras que la premier en el Reino Unido estaba originalmente prevista para el 17 de abril, el funeral de la ex primera ministra británica Margaret Thatcher que ocurrió en esa fecha retrasó el evento al día siguiente. Downey, Ben Kingsley y Rebecca Hall estuvieron presentes para la función anticipada en Odeon Leicester Square en Londres. El Capital Theatre en Los Ángeles presentó la premier de Iron Man 3 en Estados Unidos el 24 de abril. La película se estrenó en 46 países entre el 22 y 24 de abril, y el estreno en Estados Unidos, en 4253 pantallas, ocurrió una semana después. Regal Cinemas, AMC Theatres y Carmike Cinemas pusieron en pausa la venta de entradas anticipadas dos semanas antes del estreno estadounidense. Los cines estuvieron en una disputa contractual con Disney, que deseaba recibir más ganancias de la venta de entradas que lo que recibían en el momento, mayormente basado en la proyección de los ingresos que Iron Man 3 tendría en su semana de estreno. Carmike fue el primero en llegar a un acuerdo con Disney. Luego se informó que Cinemark también había dejado de vender entradas anticipadas, y Regal Cinemas había quitado todo el material promocional de la película de sus ubicaciones. El 25 de abril de 2013, Regal, AMC y Disney terminaron su disputa, que le permitió a Regal y AMC proceder con la venta de entradas anticipadas.
Las funciones IMAX comenzaron el 25 de abril de 2013 en el mercado internacional y el 3 de mayo en los Estados Unidos. La película se mostró en formato 4DX, con luces estroboscópicas, asientos movedizos, viento y efectos de niebla y olor en países selectos. En Japón, la tecnología abrió su primera sala en el cine Korona World en Nagoya, Japón con el estreno de la película.

### Formato casero
Iron Man 3 fue lanzada por Walt Disney Studios Home Entertainment en descarga digital el 3 de septiembre de 2013, y en Blu-ray, Blu-ray 3D, DVD, copia digital y on demand el 24 de septiembre. El lanzamiento casero incluye un corto Marvel One-Shot titulado Agent Carter, protagonizado por Hayley Atwell como Peggy Carter de Capitán América: el primer vengador. Debutó en la cima de las listas de DVD y Blu-ray en los Estados Unidos, y segunda en las listas de rentas detrás de Guerra mundial Z. Iron Man 3 ha ganado más de $82 millones en ventas del formato casero en EE. UU.
La película también formó parte de una caja recopilatoria de 13 discos, titulada "Marvel Cinematic Universe: Phase Two Collection", que incluye todas las películas de la Fase Dos del Universo cinematográfico de Marvel. Fue lanzada el 8 de diciembre de 2015.

## Recepción

### Taquilla
Iron Man 3 recaudó $409 millones en Norteamérica y $805,7 millones en otros territorios, para un total mundial de $1214 millones, lo que superó la recaudación de ambas predecesoras combinadas. Mundialmente, se convirtió en la quinta película más taquillera, la segunda más taquillera de 2013, la segunda más taquillera del Universo cinematográfico de Marvel (detrás de The Avengers), y la más taquillera de las películas de Iron Man, así como también la cuarta película de cómics y superhéroes más taquillera en general. Tuvo el sexto mayor fin de semana de estreno mundial con $372,5 millones. En el fin de semana del 3–5 de mayo de 2013, la película fijó un récord del mayor fin de semana mundial en IMAX con $28,6 millones. En su día 23 en cines, Iron Man se convirtió en la sexta película de Disney y la decimosexta en general en llegar a los $1000 millones. Es la primera película de Iron Man en recaudar más de $1000 millones, se convirtió en la segunda película de Marvel en lograrlo después de The Avengers, y fue la cuarta más rápida en alcanzarlo. Como parte del acuerdo de distribución hecho con Disney en 2010, Paramount Pictures recibió un 9% de la recaudación generada por Iron Man 3. Deadline Hollywood calculó que las ganancias netas de la película fueron $391,8 millones, contando todas las expensas y ganancias de la película, colocándola primera en su lista de "superproducciones más valiosas" de 2014.
Iron Man 3 ganó $68,9 millones (incluidos $15,6 millones de funciones de jueves por la noche) en su día de estreno, que fue el séptimo más recaudador. En su primer fin de semana, la película recaudó $174,1 millones, que se convirtió en el segundo mayor fin de semana de estreno (detrás de The Avengers). La audiencia del fin de semana estuvo conformada en un 55% por mayores de 25 años, y 61% por hombres, mientras que solo un 45% de la recaudación se originó de funciones en 3D. Las ganancias del fin de semana de estreno en IMAX llegaron a $16,5 millones. Encabezó la taquilla por dos fines de semana consecutivos y tuvo la cuarta mayor recaudación del segundo fin de semana con $72,5 millones.
En su estreno durante la semana, el miércoles 24 de abril de 2013, la película ganó $13,2 millones de 12 territorios. Hasta el doming 28 de abril, tuvo un fin de semana de estreno de cinco días de $198,4 millones, de 42 países. La recaudación del primer fin de semana incluyó $7,1 millones de cines IMAX. Fijó récords del día de estreno en Filipinas (superado por El hombre de acero), Taiwán, Singapur, Vietnam, Malasia, China, Ucrania, Rusia y la CEI, récords tanto de un día como del primer día en Tailandia y Sudáfrica, así como también un récord de un día en Hong Kong. También tuvo el segundo mayor día de estreno en Argentina (solo detrás de Harry Potter y las Reliquias de la Muerte: parte 2). La película fijó récords del primer fin de semana en la región de Asia Pacífico, en Latinoamérica, y en países individuales como Argentina (primero superada por Fast & Furious 6, al incluir funciones anticipadas de día de semana), Ecuador, Hong Kong, Indonesia, Vietnam, Taiwán, Filipinas, Malasia, Singapur, Tailandia, Sudáfrica, y Emiratos Árabes Unidos. También tuvo el segundo mayor fin de semana de estreno en México, Brasil, y Rusia y la CEI. En India, tuvo el segundo mayor fin de semana de estreno para una película de Hollywood después de The Amazing Spider-Man. Se rompieron récords de primer fin de semana en IMAX en Taiwán, Países Bajos, Brasil, y Filipinas. Fue la película más taquillera en Indonesia, Malasia, y Vietnam, y la segunda más taquillera en Singapur y Filipinas (detrás de The Avengers). Encabezó la taquilla de fin de semana fuera de Norteamérica tres veces consecutivas.
En China, donde se realizó parte de la producción, la película fijó un récord de funciones trasnoche con $2,1 millones, así como récords de un día y del primer día con $21,5 millones. Hasta su primer domingo, la película ganó un total de $64,1 millones en su fin de semana de estreno, siendo el estreno en China el mayor para la película, seguido por $23,1 millones en Rusia y la CEI, y $21,2 millones en el Reino Unido, Irlanda y Malta. Con ganancias totales de $124 millones, fue la película estadounidense más taquillera en Chine en 2013, y el país es el mayor mercado de la película después de Norteamérica, seguido por Corea del Sur ($64,2 millones), y el Reino Unido, Irlanda y Malta ($57,1 millones).

### Crítica
El recopilador de críticas Rotten Tomatoes informó un porcentaje de aprobación del 79% basado en 287 reseñas, con un puntaje promedio de 6,99/10. El consenso crítico del sitio dice, "Con la ayuda de su carismático protagonista, algunas escenas de acción impresionantes, e incluso unas sorpresas, Iron Man 3 es una aventura ingeniosa y entretenida, y una fuerte adición al canon de Marvel." Metacritic, que usa una media ponderada, le asignó una puntuación de 62 de 100 basada en 44 críticos, indicando "reseñas generalmente favorables". Las audiencias encuestadas por CinemaScore le dieron a la película una nota promedio de "A" en una escala entre A+ y F.
Todd McCarthy de The Hollywood Reporter dijo "Después de casi estrellarse y quemarse en su último vuelo en solitario en 2010, Iron Man regresa refrescado y listo para acción en esta enérgica tercera entrega [... que] se beneficia enormemente del irreverente humor voluble del co-guionista y director Shane Black." Kenneth Turan del Los Angeles Times llamó a la película "más oscura y seria que sus predecesoras," y le dio crédito a Black por "cambiar el tono de la franquicia multimillonaria para mejor y mantener al mismo actor como Tony Stark. [...] Hay bastante de la actitud y el humor característicos de Black también aquí, cosas como tirar una referencia al clásico de ciencia ficción Westworld y un personaje tonto que tiene el retrato de Tony Stark tatuado en su antebrazo. Black y compañía le tiran de todo a la audiencia, y aunque no todo funciona, la mayoría sí y el intento de ser diferente y crear giros imposibles de adivinar siempre se aprecia." Rafer Guzmán de Newsday caracterizó a Iron Man como "el anti-Batman, y el desatendido niño Harley (Ty Simpkins), que se burla de su incipiente relación padre-hijo mientras la representan." Psychology Today concluyó que la película presentaba una representación correcta de los síntomas de estrés postraumático de Tony Stark. Michael Arbeiter de Hollywood.com elogió a la película como "la primera verdadera comedia de acción de Marvel", y comentó que "la amistad de Tony con el tecnológico preadolescente Harley Keener es un gigantesco tumulto de risas de entre un superhéroe y un niño compañero de los años 90 (el nombre del niño es Harley Keener [...] ¡¿hay algo que suene más a niño compañero de los años 90 que eso?!)."
Nick De Semlyen de la revista de cine británica Empire tuvo crítica, incluso al darle a la película cuatro estrellas de cinco. Le pareció "una alegre aventura con ingenio, valentía, corazón y adornos explosivos," dijo que los malvados "supersoldados que pueden regenerar partes del cuerpo y sobrevivir asombroso daño [son] visualmente interesantes [...] pero su motivación es obtusa y poco convincente." Igualmente, Joshua Rothkopf de Time Out New York le dio tres estrellas de cinco, y dijo, "Black ha elevado enormemente el combate verbal y tenido en mente la gran inventiva de la maleabilidad del cómic. [...] La más maravillosa sorpresa de Black se remonta a su reputación de los años 80 de revisión de carácter y es simplemente demasiado buena para arruinarla aquí." Pero cuestionó, "¿Por qué, finalmente, estamos en el muelle —de noche, nada menos— para uno de aquellos pesados climaxes con grúas balanceándose? La película se desangra de energía; es como si los productores tuvieran miedo de que la audiencia pudiera amotinarse por muy poca falsedad digital."
Con una reacción más negativa, Stephen Whitty de The Star-Ledger encontró a la película "hábilmente agradable" por los efectos visuales, pero dijo, "hay algo vació en la película. Como los trajes de Tony, es brillosa y pulida. Pero esta vez, no hay nadie dentro [...] Esta película no tiene la emoción de la primera película, ni los villanos llamativos de la segunda [...] la relación de Tony con su novia Pepper Potts está en inexplicable peligro; y luego simplemente se arregla sola. Un niño compañero supuestamente adorable —una verdadera señal de desesperación de autor— se presenta, y luego desaparece." Michael Phillips del Chicago Tribune se hizo eco de esto, y dijo, "en una invitación alegremente cínica para una audiencia preadolescente (demasiado joven para la violencia en Iron Man 3 en mi opinión), Stark se hace amigo de un niño de ocho años  [sic] acosado (Ty Simpkins) que lo sigue y a veces lo salva [...] Stark ya no necesita estar en el traje de Iron Man. Puede operarlo remotamente cuando es necesario. La película también es así. Es una superproducción de superhéroes decente, pero remota y ligeramente usada. A este punto, incluso con los destellos de humor negro de Black, la maquinaria más o menos se encarga sola, y ofrece aproximadamente la mitad del ingenio genial y el disfrute de la primera Iron Man."

### Premios y nominaciones
| Año  | Premio                                              | Categoría                                               | Receptor(es)                                                                                               | Resultado | Ref(s)          |
| ---- | --------------------------------------------------- | ------------------------------------------------------- | --- | --------- | --------------- |
| 2013 | Golden Trailer Awards                               | Lo mejor del show                                       | Iron Man 3 "Not Afraid"                                                                                    | Ganadora  | [ 200 ]         |
| 2013 | Golden Trailer Awards                               | Mejor tráiler de superproducción del verano             | Iron Man 3 "Not Afraid"                                                                                    | Ganadora  | [ 200 ]         |
| 2013 | Golden Trailer Awards                               | Mejor acción                                            | Iron Man 3 "Not Afraid"                                                                                    | Nominada  | [ 200 ]         |
| 2013 | Golden Trailer Awards                               | Mejor edición de sonido                                 | Iron Man 3 "Not Afraid"                                                                                    | Nominada  | [ 200 ]         |
| 2013 | Golden Trailer Awards                               | Mejor spot televisivo de superproducción del verano     | Iron Man 3 "Escape"                                                                                        | Nominada  | [ 200 ]         |
| 2013 | BMI Film & TV Awards                                | Música de película                                      | Brian Tyler                                                                                                | Ganador   | [ 201 ]         |
| 2013 | Anexo:Teen Choice Awards 2013                       | Mejor película de acción                                | Iron Man 3                                                                                                 | Ganadora  | [ 202 ] [ 203 ] |
| 2013 | Anexo:Teen Choice Awards 2013                       | Mejor actor de acción                                   | Robert Downey Jr.                                                                                          | Ganador   | [ 202 ] [ 203 ] |
| 2013 | Anexo:Teen Choice Awards 2013                       | Mejor actriz de acción                                  | Gwyneth Paltrow                                                                                            | Nominada  | [ 202 ] [ 203 ] |
| 2013 | Anexo:Teen Choice Awards 2013                       | Mejor película de ciencia ficción/fantasía              | Iron Man 3                                                                                                 | Nominada  | [ 202 ] [ 203 ] |
| 2013 | Anexo:Teen Choice Awards 2013                       | Mejor actor de ciencia ficción/fantasía                 | Robert Downey Jr.                                                                                          | Nominado  | [ 202 ] [ 203 ] |
| 2013 | Anexo:Teen Choice Awards 2013                       | Mejor actriz de ciencia ficción/fantasía                | Gwyneth Paltrow                                                                                            | Nominada  | [ 202 ] [ 203 ] |
| 2013 | Anexo:Teen Choice Awards 2013                       | Mejor villano                                           | Ben Kingsley                                                                                               | Nominado  | [ 202 ] [ 203 ] |
| 2013 | Anexo:Teen Choice Awards 2013                       | Mejor química                                           | Don Cheadle y Robert Downey Jr.                                                                            | Nominados | [ 202 ] [ 203 ] |
| 2014 | People's Choice Awards                              | Película favorita                                       | Iron Man 3                                                                                                 | Ganadora  | [ 204 ]         |
| 2014 | People's Choice Awards                              | Actor de acción favorito                                | Robert Downey Jr.                                                                                          | Nominado  | [ 204 ]         |
| 2014 | People's Choice Awards                              | Actriz de acción favorita                               | Gwyneth Paltrow                                                                                            | Nominada  | [ 204 ]         |
| 2014 | People's Choice Awards                              | Mejor dúo                                               | Robert Downey Jr. y Gwyneth Paltrow                                                                        | Nominados | [ 204 ]         |
| 2014 | People's Choice Awards                              | Película de acción favorita                             | Iron Man 3                                                                                                 | Ganadora  | [ 204 ]         |
| 2014 | People's Choice Awards                              | Mejor estrella de cine de acción                        | Robert Downey Jr.                                                                                          | Ganador   | [ 204 ]         |
| 2014 | Golden Tomato Awards                                | Mejor película basada en un cómic                       | Iron Man 3                                                                                                 | Ganadora  | [ 205 ]         |
| 2014 | Premios de la Crítica Cinematográfica               | Mejores efectos visuales                                | Iron Man 3                                                                                                 | Nominada  | [ 206 ]         |
| 2014 | Premios de la Crítica Cinematográfica               | Mejor película de acción                                | Iron Man 3                                                                                                 | Nominada  | [ 206 ]         |
| 2014 | Premios de la Crítica Cinematográfica               | Mejor actor de acción                                   | Robert Downey Jr.                                                                                          | Nominado  | [ 206 ]         |
| 2014 | Premios de la Crítica Cinematográfica               | Mejor actriz de acción                                  | Gwyneth Paltrow                                                                                            | Nominada  | [ 206 ]         |
| 2014 | Visual Effects Society Awards                       | Mejores efectos visuales                                | Christopher Townsend, Mark Soper, Guy Williams y Bryan Grill                                               | Nominados | [ 207 ]         |
| 2014 | Visual Effects Society Awards                       | Mejor entorno creado en una película de imagen real     | Astillero – John Stevenson‐Galvin, Greg Notzelman, Paul Harris y Justin Stockton                           | Nominados | [ 207 ]         |
| 2014 | Visual Effects Society Awards                       | Mejor fotografía virtual en una película de acción real | Mark Smith, Aaron Gilman, Thelvin Cabezas y Gerardo Ramírez                                                | Nominados | [ 207 ]         |
| 2014 | Visual Effects Society Awards                       | Mejor composición                                       | Barril de monos – Michael Maloney, Francis Puthanangadi, Justin Van Der Lek, Howard Cabalfin               | Nominados | [ 207 ]         |
| 2014 | Visual Effects Society Awards                       | Mejor composición                                       | Ataque a casa – Darren Poe, Stefano Trivelli, Josiah Howison y Zach Zaubi                                  | Nominados | [ 207 ]         |
| 2014 | Golden Reel Awards                                  | Mejores efectos de sonido y de sala                     | Mark Stoeckinger, Andrew DeCristofaro                                                                      | Nominados | [ 208 ]         |
| 2014 | Cinema Audio Society                                | Mejor mezcla de sonido                                  | José Antonio García, Michael Prestwood Smith, Michael Keller, Joel Iwataki, Gregory Steele y James Ashwill | Nominados | [ 209 ]         |
| 2014 | Awards Circuit Community Awards                     | Mejores efectos visuales                                | Christopher Townsend, Guy Williams, Erik Nash y Dan Sudick                                                 | Nominados | [ 210 ]         |
| 2014 | Premios Óscar                                       | Mejores efectos visuales                                | Christopher Townsend, Guy Williams, Erik Nash y Dan Sudick                                                 | Nominados | [ 211 ]         |
| 2014 | Kids' Choice Awards                                 | Película favorita                                       | Iron Man 3                                                                                                 | Nominada  | [ 212 ]         |
| 2014 | Kids' Choice Awards                                 | Patea-traseros favorito                                 | Robert Downey Jr.                                                                                          | Ganador   | [ 212 ]         |
| 2014 | Kids' Choice Awards                                 | Actor de acción favorito                                | Robert Downey Jr.                                                                                          | Nominado  | [ 212 ]         |
| 2014 | Sindicato de Gerentes de Locación de Estados Unidos | Mejor profesional de locación – Cine                    | Ilt Jones                                                                                                  | Ganador   | [ 213 ]         |
| 2014 | Premios Saturn                                      | Mejor película basada en un cómic                       | Iron Man 3                                                                                                 | Ganadora  | [ 214 ] [ 215 ] |
| 2014 | Premios Saturn                                      | Mejor actor                                             | Robert Downey Jr.                                                                                          | Ganador   | [ 214 ] [ 215 ] |
| 2014 | Premios Saturn                                      | Mejor actor de reparto                                  | Ben Kingsley                                                                                               | Ganador   | [ 214 ] [ 215 ] |
| 2014 | Premios Saturn                                      | Mejor interpretación de un actor/actriz joven           | Ty Simpkins                                                                                                | Nominado  | [ 214 ] [ 215 ] |
| 2014 | Premios Saturn                                      | Mejor música                                            | Brian Tyler                                                                                                | Nominado  | [ 214 ] [ 215 ] |

## Futuro

### Posible secuela
En marzo de 2013, Black declaró que el contrato original de Downey con Marvel Studios, que expiró luego del estreno de Iron Man 3, podría extenderse para que el actor apareciera en una segunda película de Avengers y al menos una película de Iron Man más. Dijo, "Se ha discutido mucho sobre el tema: '¿Es esta la última Iron Man para Robert [Downey Jr.]?' Algo me dice que no será el caso, y [él] será visto en una cuarta, o quinta." En abril de 2013, Cheadle afirmó que Iron Man 3 podría ser la última película en la serie, diciendo, "La puerta siempre quedará abierta en este tipo de películas, en especial cuando les va tan bien como les ha ido. Sé que hubo conversaciones sobre asegurarse de hacer esta bien, y si funcionaba podía ser la última. Hay espacio para hacer más con estos personajes. Estamos llegando al punto óptimo con Tony y Rhodey, de todos modos." En septiembre de 2014, con respecto a una cuarta película, Downey dijo, "No hay una en la recámara. [...] No, no hay planes para una cuarta Iron Man." En abril de 2016, Downey declaró que estaba abierto a repetir su papel en una posible cuarta película de Iron Man.

### Marvel One-Shot
En febrero de 2014, Marvel lanzó el corto One-Shot, All Hail the King, en el formato casero de Thor: The Dark World, con Kingsley repitiendo su papel como Trevor Slattery. Continúa la historia de Slattery del final de la película.